# HMS Hermes (R12)
Авіаносець «Гермес» (англ. HMS Hermes (R12)) — британський авіаносець типу «Сентор».

## Історія створення
Авіаносець «Гермес» був закладений 26 червня 1944 року на верфі «Vickers-Armstrongs» в Барроу-ін-Фернес під назвою «Елефант» (англ. HMS «Elephant»). У листопаді 1945 року був перейменований на «Гермес», коли будівництво однотипного корабля з такою назвою було скасоване. Того ж року будівництво корабля було призупинене. У 1952 році роботи були продовжені, щоб очистити стапелі. Корабель був спущений на воду 16 лютого 1953 року, але залишався недобудованим до 1957 року.
Авіаносець добудовувався за модифікованим проектом. Зокрема він зразу отримав кутову польотну палубу з кутом відхилення від діаметральної площини у 6,5°, парові катапульти, сучасне радіоелектронне обладнання та міг нести реактивні літаки. Корабель вступив у стрій 18 листопада 1959 року.
Вартість будівництва склала 18 млн. ф.с., ще 1 млн ф.с. коштувало радіоелектронне обладнання та 10 млн ф.с. - літаки для оснащення авіаносця.

## Історія служби

### У складі ВМС Великої Британії
Після вступу у стрій авіаносець «Гермес» ніс службу на Середземному морі та Далекому Сході.
У 1964-1965 роках корабель пройшов модернізацію, під час якої ширина його польотної палуби була збільшена до 48,8 м. Були встановлені дві 46-метрові парові катапульти BS-4 та оптична система посадки. 40-мм зенітні автомати «Бофорс» були демонтовані, замість них були встановлені ЗРК «Seacat».
На кінець 1960-х років авіагрупа «Гермеса» складалась з 28 літаків de Havilland Sea Vixen, Blackburn Buccaneer та Fairey Gannet. Але він не міг нести сучасні важкі літаки «Фантом», тому було прийняте рішення переобладнати корабель на десантний вертольотоносець. В результаті модернізації 1971-1973 років були демонтовані катапульти та аерофінішери, встановлене нове радіоелектронне обладнання. Корабель міг нести 9 протичовнових вертольотів «Сі Кінг» та 4 вертольоти «Вессекс». Десант складався з 750 морських піхотинців.
У 1976 році під час планового ремонту корабель був переобладнаний на протичовновий авіаносець.
У 1980-1981 роках корабель знову пройшов модернізацію і його призначення було змінене. Він став носієм літаків вертикального злету та посадки. Для цього він був обладнаний носовим трампліном з кутом нахилу у 12°, а польотна палуба була підсилена. Авіагрупа складалась з 5 літаків «Сі Харрієр» та 12 вертольотів «Сі Кінг».
Коли у квітні 1982 року розпочалась Фолклендська війна, «Гермес» став флагманом оперативного з'єднання британського флоту, скерованого в Південну Атлантику. Його авіагрупа була підсилена та складалась з 16 літаків «Сі Харрієр», 10 літаків Hawker Siddeley Harrier та 10 вертольотів «Сі Кінг».
Після закінчення бойових дій авіаносець протягом 1983 року здійснив ще декілька походів. Протягом січня-квітня 1984 року він був переобладнаний у навчальний корабель на якірній стоянці, так як його обслуговування було надто трудомістке.

### У складі ВМС Індії
19 квітня 1986 року авіаносець був проданий Індії, і після модернізації на верфі Девонпорта у 1987 році увійшов до складу її флоту під назвою «Віраат» (англ. INS Viraat, санскр. विराट, «Велетень»).